# 日本農業経営大学校
日本農業経営大学校（にほんのうぎょうけいえいだいがっこう）　英語Japan institute of Agricultural management は、農業経営者の育成を目的とする教育機関である。2013年4月に開校し、東京都内に本部を置く。
道府県にある農業大学校とは名称が類似しているが、組織上の関係はない。また、2012年3月に廃校となった農業者大学校からは教育内容の一部を引き継いでいるが、こちらも組織上の関係はない。

## 概観

### 大学校の位置付け
農業界、産業界、学界によるオールジャパンの支援態勢で設立された、農業経営者の育成を目的とする常設の教育機関。学校教育法第1条に定める「学校」ではなく、松下政経塾などと同様な私塾であるため学位は取得できないが、農業版MBAと称するに足る教育内容を提供している。
初代校長は、岸康彦（(公財)日本農業研究所理事長、元日本経済新聞論説委員）。

### 教育理念・目指す人材像
持続可能な経営を確立できる「農業経営者」であり、同時に世界的な視野と地域での実践力を備えた「リーダー」となれる人材の育成を目指している。このために、既存の価値観にとらわれないイノベーティブな能力、農業と他産業の垣根を越えたコーディネート能力を養うこととしている。

### 教育の特色
受験資格は高等学校卒業以上の学力を有する19〜40歳の青年。定員20名に対して2年間の教育を提供する。「経営力」「農業力」「社会力」および「人間力」をバランス良く育むため、各界トップクラスの講師による講義、プロパー教員によるゼミ、先進的な農業経営体や農業・食品関連企業等での現地実習、さらに卒業後の経営計画策定に取組む。出身、年齢、経歴ともまちまちな学生が、全寮生活を通じて自主性・自律性を涵養するとともに、多様な価値観を学ぶ。1年次に4カ月、2年次に3カ月の現地実習を行う関係から、夏休みや冬休みはない。

### 一般社団法人アグリフューチャージャパン
本校の運営母体は、一般社団法人アグリフューチャージャパン（略称AFJ）。当社団は、次世代の農業を担う人材の育成を通じて、魅力ある農業を創造し、地域社会・経済の持続的な発展に貢献することを目指している。
理事長を浦野光人（㈱ニチレイ代表取締役会長（2013年度の株主総会後、相談役に就任予定））、副理事長を金子美登（霜里農場代表、NPO法人全国有機農業推進協議会理事長）が勤めている。

## 沿革

### 略歴
2012年2月1日に、日本農業経営大学校の運営母体である、一般社団法人アグリフューチャージャパンが設立され、4月24日には、設立発表の記者会見を行った。
8月からは、首都圏および地方でのセミナー事業をスタートさせた。
9月29日の第一回入試を皮切りに、10月、1月の一般入試を経て、1期生21名が確定。
2013年4月4日に開校式・入学式を行った。
2021年11月25日開催の理事会において『新たな教育課程』の移行準備を理由として、2023年4月入学の学生募集の一時的な停止を決定した。
詳細な理由として、開校10周年を機に教育の成果・農業界の教育ニーズ・コロナ禍による社会情勢の変化を踏まえた教育を目指した結果、『新たな教育課程』へ移行し『オンライン教育サービス』を新規開始する方針を決定したことを挙げた。

### 農業者大学校との関係
2012年に廃校となった農業者大学校は、農業技術の習得だけでなく農業者の人間性を高めるという経営者教育を実践し、グローバルに活躍する農業経営者や地域を牽引するリーダーを多数輩出した。
本校の設立には、農業者大学校の同窓会が深く関与しており、農業者大学校の教育の良い点を引き継ぐこととしている。

## 基礎データ

### 所在地

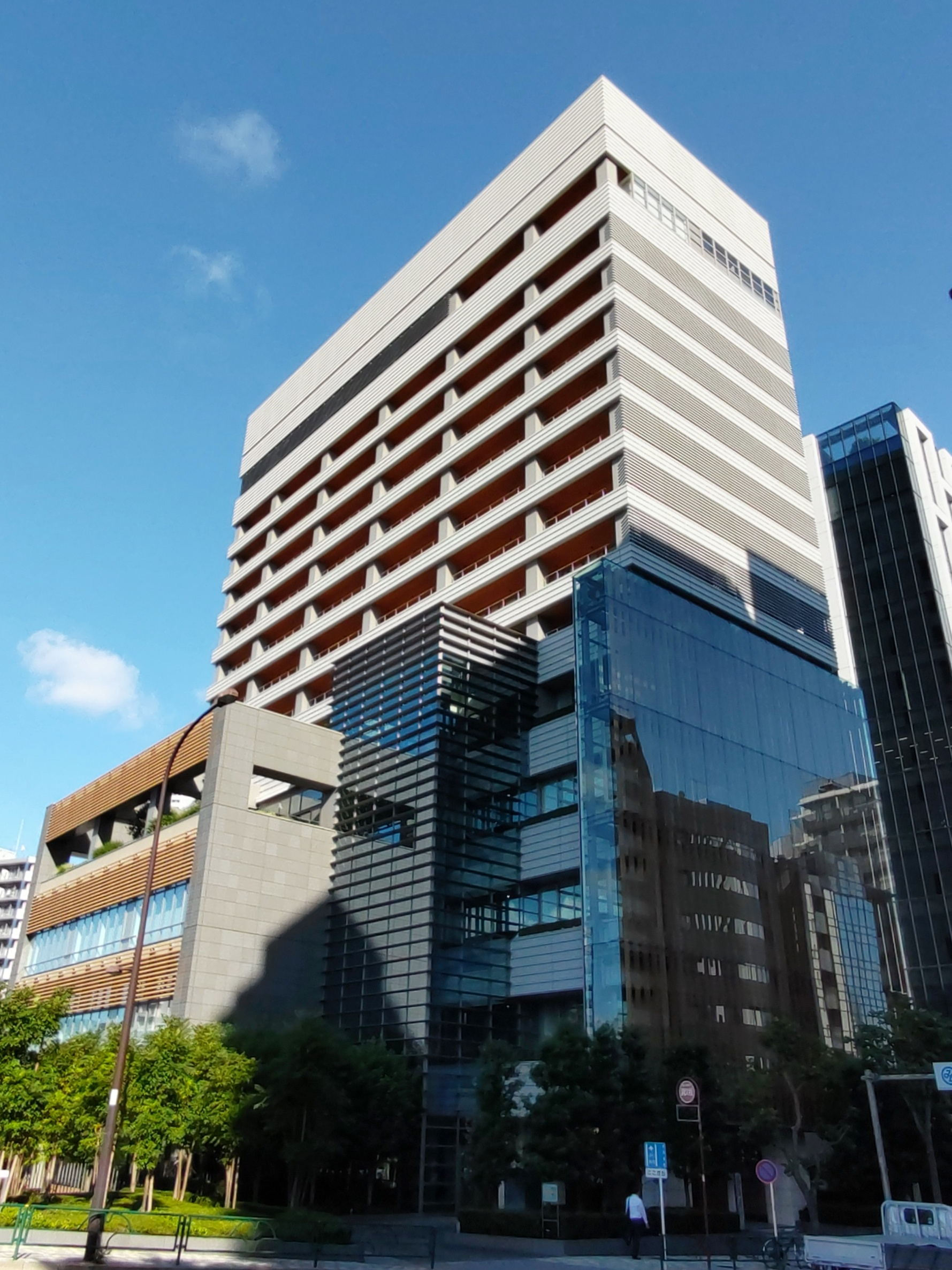
本部が入居する農林中央金庫品川研修センター

校舎： 東京都港区港南二丁目10番13号 農林中央金庫品川研修センター5階

### 校章
熱意溢れる若人（赤）が、農業経営を学び（緑）、グローバルに羽ばたく（青）という成長の過程を、流れのある7色のバーで表したもの。一般社団法人アグリフューチャージャパンの社章と共用。

## 教育内容

### 経営力領域の内容
経営者に求められる本質的な知識や技法を学び、経営者としての判断、決断ができる資質、能力、態度を育む。（21単位）
主な講師…上原征彦（明治大学専門職大学院教授）、野中郁次郎（一橋大学名誉教授）、久保利英明（弁護士、日比谷パーク法律事務所代表）

### 農業力領域の内容
農業者に求められる本質的な知識を身に付けた上で、地域農業を牽引し持続・発展させうる農業の実践力に関わる資質、能力、態度を育む。（12単位）
主な講師…生源寺眞一（名古屋大学大学院教授）、宇根豊（元NPO法人農と自然の研究所代表理事）、高木賢（弁護士、元食糧庁長官）

### 社会力領域の内容
農業経営者に求められる農業経営環境や諸制度を中心に学び、環境に適応し、かつ環境を創造しうる資質、能力、態度を育む。（10単位）
主な講師…中嶋康博（東京大学大学院教授）、石田正昭（三重大学大学院招聘教授）、小田切徳美（明治大学教授）

### 人間力領域の内容
農業経営者に求められる倫理観、哲学、使命感を学び、それらを深化、統合、発展させていく資質、能力、態度を育む。（9単位）
主な講師…古山和宏（公益財団法人松下政経塾塾頭）、三浦展（社会デザイン研究者、(株)カルチャースタディーズ研究所代表取締役）、門間敏幸（東京農業大学教授）

### 現地実習
通常の講義を離れ、1年次に4カ月間（7〜10月）の農業実習、2年次に3カ月間（7〜9月）の企業実習に取組む。農業実習では、先進的な農業経営体に赴き、経営者の仕事ぶりを学び、当該経営体や地域のコア・コンピタンスを分析する。企業実習では、食品メーカーや流通企業等の現場に赴き、店頭販売やバイヤーとの同行等を通じ、農業を多面的な切り口で見る。

### ゼミ
学生主体の調査研究、発表、討議等により、将来の経営者、地域リーダーとしての情報収集・分析能力、企画力、行動力、合意形成能力等の涵養を図る。学生の興味・関心に応じ4つのゼミに分かれて実施している。
ゼミ別テーマ
- Aゼミ - マーケティング、経営戦略、ソーシャル・イノベーション
- Bゼミ - BtoB・BtoC営業戦略、チャネル戦略、農業・農政
- Cゼミ - 食の安全、食生活・食文化、六次産業化
- Dゼミ - むら、地域づくり、都市農村交流、有機農業

## 学生寮

### 所在地
神奈川県川崎市中原区　最寄り駅 JR南武線武蔵中原駅（通学時間は約45分）

### 全寮制
原則として全ての学生が入寮し、寮で朝食と夕食（国産農産物を中心としたメニュー）を摂る。寮生活は、早朝の清掃（6時）、食事時間と門限が定められている以外は、学生の自治会でルールが決められる。

### 寮の設備
1人1部屋。机、椅子、ベッド、エアコン等完備。食堂、風呂、トイレ、談話室は共用。

### 女性向けの配慮
女性専用フロアを設け、セキュリティ対策を実施。女性専用の談話室も用意。

## 募集・受験

### 受験対象者・受験資格（2014年度入試）
- 高等学校を卒業した者、2014年3月卒業見込の者またはこれに準ずると認められる者
- 入学する年の4月1日時点で19歳以上40歳以下の者
- 入学までに一定の農業従事・農業研修経験が必要　[2]。

### 入学試験日程
|          | 試験日                     | 出願期限           | 試験会場         |
| -------- | -------------------------- | ------------------ | ---------------- |
| Ⅰ期入試  | 2013年7月13日(土)          | 2013年6月27日(木)  | 東京             |
| Ⅱ期入試① | 2013年10月26(土)・27日(日) | 2013年10月10日(木) | 宮城・大阪・福岡 |
| Ⅱ期入試② | 2013年11月9(土)・10日(日)  | 2013年10月24日     | 東京             |
| Ⅲ期入試  | 2014年2月15日(土)          | 2014年1月30日(木)  | 東京             |

### 青年就農給付金（準備型）
本校は、農林水産省から全国型教育機関として認定されているため、学生は同省予算に計上されている青年就農給付金の給付対象となる道が開けている。ただし、給付を受けるためには、事業実施主体への研修計画の提出等、一定の要件をクリアする必要がある。

### 教育ローン
本校は、日本政策金融公庫が提供する国の教育ローン、およびJAグループによるJAバンク教育ローンの対象となっている。